# Antoine Joseph Dezallier d'Argenville
Ne pas confondre avec son fils Antoine Nicolas Dezallier d'Argenville (1723–1796)
Antoine Joseph Dezallier d’Argenville, né le 1er juillet 1680 à Paris, où il est mort le 29 novembre 1765, est un naturaliste, collectionneur et historien d’art français.

## Biographie
Maître des comptes en 1733 et conseiller du roi en 1743, il se lie avec Henri François d'Aguesseau.
Sa Théorie et pratique du jardinage connaît en France une grande popularité ; l'ouvrage est traduit en anglais en 1712 et en allemand en 1731. À partir de 1751, les travaux qu’il a entrepris pour le réaliser lui permettent de devenir l'un des contributeurs majeurs à l’Encyclopédie ou Dictionnaire raisonné des sciences, des arts et des métiers, pour laquelle il rédige 589 articles sur le jardinage et l'hydraulique. La qualité de ses apports sera critiquée par Diderot, qui considérait que ses articles étaient « à revoir avec soin, sinon à refaire. »
Sa Conchyliologie a pour but de faciliter la détermination des coquillages, qu'ils soient marins, fluviaux ou terrestres, fossiles ou actuels. D'Argenville entame une troisième édition de cet ouvrage réédité en 1757 et souvent critiqué, mais sa mort la laisse inachevée. C'est le graveur et éditeur Jacques de Favanne (1716–1770) et le fils de celui-ci, Jacques Guillaume de Favanne, qui la fait paraître en 1780. Cet ouvrage, très populaire auprès des collectionneurs, est utilisé par Carl von Linné pour l'organisation de sa propre collection. Il y utilise en outre, dès 1742, une nomenclature binominale qui préfigure celle de Linné.
Dezallier d'Argenville réunit une importante collection comprenant aussi bien des œuvres d'art que des curiosités naturelles ; elle fut vendue après sa mort, en 1766, sous la direction de l'expert Pierre Remy . Le marquis de Paulmy acheta plusieurs ouvrages et recueils d'estampes à cette occasion ; ils se trouvent aujourd'hui à l'Arsenal.
Dezallier d'Argenville était membre de la Royal Society et de la Société royale des sciences de Montpellier.
Il est inhumé dans le cimetière Saint-Nicolas-des-Champs.

## Œuvres

### Ouvrages
- La Théorie et la pratique du jardinage, où l'on traite à fond des beaux jardins appelés communément les jardins de propreté (1709 ; 1713 ; 1732). Texte en ligne. Quatrième édition : La Théorie et la pratique du jardinage, où l'on traite à fond des beaux jardins appelés communément les jardins de plaisance et de propreté, avec les pratiques de géométrie nécessaires pour tracer sur le terrein toutes sortes de figures, et un Traité d'hydraulique convenable aux jardins (1747) Texte en ligne. Réédition : Actes Sud, Arles, 2003  (ISBN 2742745025)
- L'Histoire naturelle éclaircie dans deux de ses parties principales, la lithologie et la conchyliologie (1742)
- (la) Enumerationis fossilium, quae in omnibus Galliae provinciis reperiuntur, tentamina (1751)
- La Conchyliologie, ou Histoire naturelle des coquilles de mer, d'eau douce, terrestres et fossiles, avec un traité de la zoomorphose, ou représentation des animaux qui les habitent (2 volumes, 1752 ; 1757 ; 1780)
- Abregé de la vie des plus fameux peintres, avec leurs portraits gravés en taille-douce, les indications de leurs principaux ouvrages, quelques réflexions sur leurs caractères, et la maniere de connoître les desseins des grands maîtres. Par M*** de l'Académie royale des sciences de Montpellier (3 volumes, 1745–1752). Nouvelle édition, revue, corrigée & augmentée de la Vie de plusieurs peintres (4 volumes, 1762).
  - t. 3 (1752)
  - Supplément (1752)
- L'Histoire naturelle éclaircie dans une de ses parties principales, l'oryctologie, qui traite des terres, des pierres, des métaux, des minéraux et autres fossiles (1755)[3]. Les pages 387 à 532 constituent un chapitre titré Essai sur l'histoire naturelle des fossiles qui se trouvent dans toutes les provinces de France, qui constitue la traduction corrigée et augmentée du catalogue qu'il avait publié en latin en 1751 sous le titre Enumerationis fossilium, quae in omnibus Galliae provinciis reperiuntur, tentamina.
  - Antoine Joseph Dezallier d'Argenville (1755) L'Oryctologie - livre numérisé (Linda Hall Library)

### Traductions
- Filippo Buonanni : Traité des vernis, où l'on donne la manière d'en composer un qui ressemble parfaitement à celui de la Chine, et plusieurs autres qui concernent la peinture, la dorure, la gravure à l'eau-forte, etc., traduit de l'italien (1723)

### Correspondance
- (la) Lettre à Linné du 22 juin 1753

### Collection de numérisations
- (la + de + fr) Ouvrages de Dezallier d'Argenville numérisés par le SCD de l'université de Strasbourg